# La noia del tren
|  | Per a la pel·lícula basada en el llibre de Paula Hawkins, vegeu l'article La noia del tren (pel·lícula 2016) |

La noia del tren (títol original en anglès: The Girl on the Train) és una novel·la de subgènere thriller psicològic escrita per la britànica nascuda a Zimbàbue Paula Hawkins, publicada el 2015.

## Argument i estructura
Rachel Watson és una dona que ha caigut en la depressió i l'alcoholisme des del seu divorci d’en Tom. El seu exmarit viu a l'antiga casa de la parella amb la seva esposa actual Anna, i la seva filla.
Tot i que ha perdut la feina, per evadir-se i ocupar el temps la Rachel viatja diàriament a Londres en tren, passant a prop del seu antic domicili. Asseguda al mateix lloc cada dia, des de la finestra del seu vagó veu una parella que anomena Jess i Jason (en realitat són Megan i Scott), que els imagina com una parella feliç. Fins que un dia veurà una escena que la deixarà trasbalsada.
S'assabenta uns dies després de la desaparició d'aquesta dona. Convençuda que va veure alguna cosa sobre la desaparició de Megan durant una nit d'embriaguesa, Rachel s'acostarà a Scott, també es retrobarà amb Tom i Anna. La trama s'embolica, enmig de situacions i records difusos.
La novel·la compta amb la visió de tres narradores, la desafortunada i obsessionada Rachel, la encantadora i complicada Megan i el nou amor de l'ex Tom, Anna. Estructurada en capítols on cada una de les dones va explicant les seves vivències.Dins de la trama Hawkins també planteja les tensions en les relacions de parella, la maternitat i les addiccions.

## Recepció
La noia del tren va vendre més de 5 milions d'exemplars en els primers sis mesos, va estar 13 setmanes al capdavant de la llista de best-sellers del New York Times i va ocupar el primer lloc de les llistes del Regne Unit durant 30 setmanes, la més llarga de la història. Es va publicar en més de quaranta llengües, inclòs el català.
Tot un fenomen de vendes que va suposar vendre més de 20 milions exemplars a tot el món, 80.000 dels quals van ser en la traducció al català editada per La Campana.
Tal com Paula Hawkins comenta sobre la seva obra, "la gent s'ha cansat una mica de la dona morta a la primera pàgina d’una novel·la. És més la psicologia del crim que passa. No solen estar tan relacionats amb la violència ni amb els actes cruents". Cathy Rentzenbrink, escriptora i editora, està d’acord amb aquesta visió, pel fet que novel·les com Gone Girl (Gillian Flynn) I La noia del tren suposen un canvi dels thrillers d’assassins en sèrie i centrar més les obres al voltant de personatges complexos i descarnats, sovint defectuosos.
Per Heidi Pitlor, en la seva ressenya al Boston Globe, "Igual que el seu tren, la història travessa l'estancament d’aquestes vides al suburbà Londres i el lector no pot deixar de passar pàgines, la seva narrativa propulsiva fan de La noia del tren una lectura absorbent."
En el comentari de Michael Schaub a l'emissora pública NPR estatunidenca, "La noia del tren no es veu com l’obra d’algú nou en suspens. La novel·la té un ritme perfecte, des del seu atractiu començament fins al seu final de gir; no és un llibre fàcil de deixar. El que fa que sigui un llibre tan fascinant és la notable comprensió de Hawkins dels límits del coneixement humà i el grau en què la memòria i la imaginació es poden confondre ".

## Adaptació cinematogràfica
DreamWorks en va comprar els drets per l’adaptació cinematogràfica. El film, amb guió basat en la novel·la a càrrec d’ Erin Cressida Wilson i dirigida per Tate Taylor, es va estrenar el 2016 protagonitzat per Emily Blunt en el paper de Rachel, acompanyada de Haley Bennett (Megan) i Rebecca Ferguson (Anna).
També Netflix ha fet una adaptació de la novel·la de Hawkins, en aquest cas de cine de Bollywood dirigit per Ribhu Dasgupta, protagonitzada per Parineeti Chopra.

## Edicions
- Hawkins, Paula. The Girl on the train (en anglès).  Doubleday (Londres); Riverhead books (Nova York). Grup Penguin Randomhouse, 2015, p. 316. ISBN 978-1594633669.

### Traducció al català
- Hawkins, Paula. La noia del tren. Traducció: Imma Falcó.  La Campana, 2015, p. 464. ISBN 978-8416457007.[14]

L'edició en català va anar a càrrec de La Campana, amb traducció d'Imma Falcó. Aquesta editorial fundada per Josep Maria Espinàs i Isabel Martí, el juliol del 2020 va passar a ser propietat del grup Penguin Random House Grup Editorial (PRHGE), va ser la primera editorial catalana que edita només en català adquirida pel grup PRHGE, que també integra les editores del llibre en anglès, tant a nordamèrica com a Gran Bretanya.